# Llau de Queralt
La llau de Queralt, és una llau del terme de la Pobla de Segur, al Pallars Jussà, prop del límit amb l'actual terme de Baix Pallars, del Pallars Sobirà.
Deu el seu nom a la presència de nombroses roques, quers, altes, a causa del trencat que és el territori per on discorre.
Aquesta llau es forma al vessant nord-oest dels Rocs de Queralt, al nord-oest del Tossal Gros, a l'extrem sud-oriental del Serrat de la Pleta. Des d'aquell lloc davalla cap a llevant decantant-se lleugerament cap al nord, passa pel sud de la Muntanyeta de Comursí, i s'aboca en el barranc de Sant Pere prop i al nord-oest de Sant Pere de les Maleses.